# 髙﨑康嗣
髙﨑 康嗣（たかさき やすし、1970年4月10日 - ）は、石川県金沢市出身の元サッカー選手、サッカー指導者。

## 来歴
茨城県立土浦第一高校を卒業後に東京農工大学に進学。大学卒業後に選手を退いて、サッカー指導者の道に進む。1997年に母校の土浦第一高校のコーチに就任。2002年に川崎フロンターレでジュニアのコーチを務めて、2006年から2011年まで川崎のU-12の監督を務めた。
2016年にいわてグルージャ盛岡のヘッドコーチに就任。2019年より専修大学の監督に就任した。また、2019年度にJFA 公認S級コーチのライセンスを取得した。
2021年12月27日、テゲバジャーロ宮崎の監督に就任した。
2022年11月24日、契約満了に伴い監督を退任する事が発表された。
2023年2月19日、フガーリオ川崎のアドバイザーに就任。ユース年代育成の舞台に復帰した。

## 所属クラブ
- 竹園SC[2]
- 竹園東中学校[2]
- 茨城県立土浦第一高校[2]
- 東京農工大学[2]

## 指導歴
- 1997年 茨城県立土浦第一高校 コーチ
- 1998年 筑波大学蹴球部 コーチ
- 1999年 - 2001年 東京大学運動会ア式蹴球部 ヘッドコーチ
- 2002年 - 2015年 川崎フロンターレ
  - 2002年 - 2003年 スクールコーチ
  - 2004年 - 2005年 U-15コーチ兼スクールコーチ
  - 2006年 - 2011年 U-12監督
  - 2012年 U-18コーチ
  - 2013年 地域・コーディネーター
  - 2014年 - 2015年 スクール普及事業グループコーチ
- 2016年 - 2018年 いわてグルージャ盛岡 ヘッドコーチ
- 2019年 - 2020年 専修大学体育会サッカー部 監督[3]
- 2021年 新潟医療福祉大学サッカー部 コーチ[3]
- 2022年 テゲバジャーロ宮崎 監督
- 2023年 フガーリオ川崎 アドバイザー

## 著書
- 『「自ら考える」子どもの育て方―世界で通用するサッカー選手育成を目指せ！』東邦出版、2013年12月。ISBN 4809411745。